# Страховий ринок
Страхови́й ри́нок — це особливе соціально-економічне середовище, певна сфера економічних стосунків, де об'єктом купівлі-продажу виступає страховий захист.
Страховий ринок можна розглядати як:
- форму організації грошових стосунків по формуванню і розподілу страхового фонду для забезпечення страхового захисту суспільства;
- сукупність страхових організацій (страховиків), що здійснюють процес страхування.

Обов'язковими умовами функціонування страхового ринку є:
- наявність в товаристві попиту на страхову продукцію;
- наявність страховиків, здатних задовольнити цей попит.

Об'єктивними умовами існування страхового ринку є суспільна потреба у страхових послугах та наявність страховика, здатного її задовольнити. На ринку відбувається суспільне визнання страхової послуги, а його головною функцією є акумуляція та розподіл страхового фонду. А тому страховий ринок ще визначають як інструмент розподілу страхового фонду для забезпечення страхового захисту фізичних та юридичних осіб.
На особливу увагу заслуговує характеристика суб'єктів страхового ринку, яка визначає його елементну структуру.
До головних суб'єктів страхового ринку відносять страховиків, страхувальників, страхових посередників та інших учасників. Головне місце серед них займають страховики та страхувальники. Іншими учасниками страхових відносин є: застраховані особи, об'єднання страховиків, перестраховики, товариства взаємного страхування, органи державного нагляду за страховою діяльністю, професійні оцінювачі ризиків (андерайтери, сюрвеєри), професійні оцінювачі збитків (аварійні комісари, аджастери, диспашери).
Суб'єкти страхового ринку є самостійними у своїх рішеннях, між ними існує рівноправне партнерство, розвинена система горизонтальних і вертикальних зв'язків. На ринку забезпечується органічний зв'язок між цими суб'єктами шляхом спільного визнання потреби у страхових послугах, які пропонуються на ньому.
Відповідно до норм Закону України "Про внесення змін до Закону України "Про страхування" (2001), страховиками визнаються фінансові установи, які створені у формі акціонерних, повних, командитних товариств або товариств з додатковою відповідальністю, згідно з Законом України "Про господарські товариства" з урахуванням особливостей страхового законодавства, а також одержали у встановленому порядку ліцензію на здійснення страхової діяльності. Учасників страховика повинно бути не менше трьох. В окремих випадках страховиками визнаються державні організації, які створені та діють відповідно до чинного страхового законодавства, а також товариства взаємного страхування (ТВС).
З метою координації своєї діяльності, захисту інтересів своїх членів та здійснення спільних програм страховики можуть утворювати спілки, асоціації та інші об'єднання. Ці об'єднання не можуть займатися страховою діяльністю. В Україні вже створені й провадять свою діяльність такі об'єднання, як: Ліга страхових організацій України, Моторне (транспортне) страхове бюро, Авіаційне страхове бюро, Морське страхове бюро, Національний ядерний страховий пул та ін.
Важливим суб'єктом страхового ринку є страхувальники. Ними визнають юридичних осіб та дієздатних громадян, які уклали зі страховиками договори страхування або є страхувальниками відповідно до законодавства України. Страхувальники мають певні права та обов'язки під час дії договору страхування, які потрібно з'ясувати.
Страховими посередниками можуть бути страхові або перестрахувальні брокери, страхові агенти.
Об'єктом страхового ринку є страхові продукти — специфічні послуги, що надаються страхувальнику при виконанні договору страхування (пропонуються на страховому ринку). Ціна на них формується на основі конкуренції і відображається у страховому тарифі. Купівля-продаж оформляється страховим договором (страховим свідоцтвом або полісом).
Особливості страхової послуги:
— носить нематеріальний характер і пропонується покупцям на ринку як обіцянка, зумовлена великою кількістю застережень;
— віддалена від виконання тривалим строком;
— може бути невиконаною, якщо при ризиковому страхуванні не відбудеться подія, від якої покупець страхувався, внісши платіж.
Законодавство визначає об'єкти страхування як майнові інтереси, пов'язані з життям, здоров'ям, працездатністю, володінням, користуванням, розпорядженням майном, а також з відшкодуванням шкоди, заподіяної страхувальником третій особі.
Специфіку взаємовідносин суб'єктів на страховому ринку визначає рівень розвитку його інфраструктури, яка забезпечує можливість реалізації економічних інтересів страховиків і страхувальників, посилює захищеність усіх сфер економічного життя суспільства, допомагає інтегруватися у світовий економічний простір, сприяє координації всіх суб'єктів страхового ринку; активізує страхову діяльність. її основними елементами є:
— фінансово-кредитна система;
— аудиторські служби;
— страхова експертиза;
— правове та нормативне забезпечення;
— розвинена система підготовки кадрів;
— наукові дослідження;
— інформаційні технології тощо.
Крім елементної класифікації, страховий ринок структуризують за інституціональною, територіальною та галузевою ознаками.
Основу інституціональної та територіальної структури страхового ринку складають страхові компанії, в основу класифікації яких покладено: характер власності страховиків; їх спеціалізацію; розмір статутного капіталу; територію обслуговування та ін.
Інституціональна структура базується на розмежуванні приватної, публічної і комбінованої форм власності. Відповідно до такого підходу розрізняють ринки акціонерних, корпоративних, взаємних та державних страхових компаній. В Україні їх діяльність регламентується Законом України "Про господарські товариства" з урахуванням вимог Закону України "Про страхування".
За територіальною ознакою виділяють національний, регіональний та міжнародний страхові ринки.
За галузевою ознакою страховий ринок поділяють на:
1) ринок страхування життя;
2) ринок загальних видів страхування.
Таким чином, страховий ринок є складною, багатофакторною, динамічною, відповідним чином структурованою, відкритою, мобільною, залежною від загальної економічної ситуації в країні та активності страховика системою.